# Upić się warto
Upić się warto – tango argentyńskie napisane w 1934 roku przez Mariana Hemara z muzyką Mariana Hemara i Pawła Asłanowicza.
Piosenka śpiewana przez wielu polskich wykonawców, m.in. przez Chór Juranda. Współcześnie przypomniana publiczności przez kwartet w składzie: Wiktor Zborowski, Jacek Borkowski, Marian Kociniak i Marian Opania.